# Los trece de la Isla del Gallo (Juan Lepiani)
Los trece de la Isla del Gallo es un óleo del pintor peruano Juan Lepiani realizado en 1902. Es parte de la colección pictórica del Museo Nacional de Arqueología, Antropología e Historia del Perú (MNAAHP).

## Descripción
La obra de Lepiani retrata el capítulo de los «trece de la fama», los españoles que siguieron al punto de partida de Francisco Pizarro en la isla del Gallo (actual Panamá) que se animaron a formar parte del segundo viaje de la campaña de conquista del Imperio incaico.
La pintura fue hecha sobre una tela de 251 x 379.5 cm, y actualmente se encuentra en el MNAAHP de Lima. La obra es considerada un punto de inflexión del arte peruano, y la más representativa de Lepiani.
La obra fue calificada de «muy cercana al suceso histórico» en una nota del diario oficial El Peruano.